# Nils Ölmedal
Nils Ölmedal,  (tidigare Hansen), född den 5 oktober 1977 i Helsingborg är en svensk kontrabasist.
Nils Ölmedal är utbildad vid Skurups folkhögskola och Kungliga Musikhögskolan i Stockholm. Han har varit verksam som musiker sedan början av 2000-talet, och främst ägnat sig åt jazz och improvisationsmusik. Han har bland annat framträtt och spelat in skivor med pianisterna Per Henrik Wallin, Lisa Ullén och Cecilia Persson, och med saxofonisten Linus Lindblom och trumpetaren Nils Janson. Han är medlem i gruppen The Stoner. Vidare har han bland annat spelat med Mats Äleklint och Bobo Stenson. Nils Ölmedal är gift med veterinären Gunilla Ölmedal.

## Diskografi (urval)

### Med Per Henrik Wallin
- 2002 – Tiveden (Gyllene skivan 2002)
- 2004 – Mandelstam

### Med The Stoner
- 2004 – Upp till kamp
- 2006 – The Lektor Tapes
- 2009 – Hat Music
- 2014 – Kinder Call

### Med Lisa Ullén
- 2009 – Revolution Rock
- 2016 – Borderlands

### Med Cecilia Persson
- 2014 – Open Rein
- 2016 – Composer in residence (med Norrbotten Big Band)